# Disney Networks Group Châu Á Thái Bình Dương
Disney Networks Group Châu Á Thái Bình Dương (trước đây là Satellite Television Asian Region Limited (tên thương mại từ 2001 là Star TV, cách điệu thành STAR TV, và sau đó là Star cho đến năm 2009), sau đó Fox International Channels Asia Pacific Limited và Fox Networks Group Asia Pacific Limited) là một công ty phát sóng thương mại có trụ sở tại Hồng Kông. Công ty trước đây là một phần của Fox Networks Group và hiện thuộc sở hữu của Disney International Operations kể từ tháng 3 năm 2019.
Ban đầu được thành lập bởi Hutchison Whampoa và sau đó được News Corporation mua lại, Star TV đã từng là đài truyền hình vệ tinh nổi tiếng trong toàn bộ khu vực Châu Á. Vào ngày 20 tháng 3 năm 2019, sau khi Disney mua lại mảng giải trí của 21st Century Fox, FNG Asia và Star Ấn Độ đã trở thành một phần của Disney và FNG Châu Á Thái Bình Dương và được hợp nhất với Disney Branded Television.
Các kênh của DNG Châu Á Thái Bình Dương hiện được phục vụ tại Đông Á và Đông Nam Á, trước đây đã từng phục vụ Nam Á và Trung Đông.

## Lịch sử

### Thành lập
Công ty ban đầu được đăng ký với Cơ quan đăng ký kinh doanh của Hồng Kông với tên Quford Limited vào ngày 31 tháng 8 năm 1990. Công ty sau đó được đổi tên thành Hutchvision Channel Services Limited vào ngày 31 tháng 1 năm 1991, trước khi trở thành Satellite Television Asian Region Limited  vào ngày 4 tháng 7 năm 1991. Công ty được thành lập bởi Hutchison Whampoa, và được lãnh đạo bởi Richard Li (con trai của Li Ka-Shing, người sáng lập Cheung Kong, người sở hữu Hutchison Whampoa).
Công ty vận hành các kênh truyền hình của mình dưới nhãn hiệu Star TV (tiếng Trung: 衛星電視; bính âm: Wèixīng Diànshì; nghĩa đen 'Satellite Television'). Trong những năm đầu tiên, các kênh được phát trên vệ tinh AsiaSat 1 do Công ty viễn thông vệ tinh châu Á điều hành, từng là một tập đoàn của Hutchison Whampoa, China International Trust and Investment Corporation và Cable & Wireless Worldwide. Với độ phủ sóng của vệ tinh, các kênh đã tiếp cận đến các khu vực từ Viễn Đông đến Trung Đông. Nhóm kênh ban đầu của Star TV gồm 5 kênh phát sóng miễn phí được hỗ trợ quảng cáo bao gồm:
1. Prime Sports (ra mắt ngày 26 Tháng Tám năm 1991): Kênh truyền hình thể thao tổng hợp phát sóng 24 giờ mỗi ngày bằng tiếng Anh và tiếng Trung Quốc; liên doanh với TCI tại Hoa Kỳ (sở hữu Prime Network).
2. MTV (ra mắt ngày 15 Tháng Chín năm 1991): Kênh âm nhạc phát sóng 24 giờ mỗi ngày phát bằng tiếng Anh, tiếng Hindi và tiếng Trung Quốc, tập trung vào nhạc pop. Đây phiên bản khu vực của kênh truyền hình Mỹ cùng tên.
3. Chinese Channel (ra mắt ngày 21 Tháng Mười năm 1991): 24-hour clock all full Mandarin Chinese variety entertainment channel that showcased full Chinese language content provided by TVB and ATV in Hồng Kông broadcasts from Mainland China; also showed television series from other Greater China countries including China and Singapore. Kênh giải trí tổng hợp bằng tiếng Hoa phổ thông phát sóng 24 giờ mỗi ngày bao gồm các chương trình Hoa ngữ do TVB và ATV tại Hồng Kông cung cấp phát sóng từ Trung Quốc đại lục.
4. WSTV (ra mắt ngày 15 Tháng Mười Một năm 1991): Tin tức 24 giờ, các vấn đề thời sự và phim tài liệu từ BBC; Không giống như phiên bản tại châu Âu, phiên bản này của BBC World Service Television không phát sóng các chương trình giải trí tổng hợp, vì chúng đã được phát trên Star Plus.
5. Star Plus (ra mắt ngày 15 Tháng Mười Hai năm 1991): Kênh giải trí tổng hợp tiếng Anh phát sóng 24 giờ mỗi ngày các bộ phim truyền hình và chương trình tạp kỹ từ các quốc gia nói tiếng Anh bao gồm Hoa Kỳ, Vương quốc Anh và Úc.

Ngày 1 Tháng Mười năm 1992, Star TV đã bổ sung Zee TV (hướng đến đối tướng khán giả nói tiếng Hindi) từ Zee Telefilms tại Ấn Độ vào nhóm kênh của mình. Sau đó, công ty đã lên sóng kênh Star Movies, chuyên phát sóng phim điện ảnh tiếng Trung và Hollywood.
Tháng 2 năm 1993, Julian Mount, cựu tổng giám đốc của Truyền hình New Zealand, được bổ nhiệm làm chủ tịch và giám đốc điều hành của công ty.
Tháng 6 năm 1993, Star TV và Wharf Cable đã ký một thỏa thuận trong đó nhà cung cấp truyền hình cáp mới của Hồng Kông sẽ phát sóng các kênh của Star TV. Tuy nhiên, thỏa thuận đã chấm dứt vào tháng 2 năm 1994 do tranh chấp giữa hai bên.

### Bán cho News Corporation
Lượng khán giả của Star TV trên khắp châu Á đã tăng lên trong những năm qua và nó đã thu hút các nhà quảng cáo. Nhưng việc kinh doanh đã thua lỗ. Công ty đã tìm kiếm một đối tác Anglophone để đầu tư tài chính, lập trình tiếng Anh bổ sung và hỗ trợ kỹ thuật, đặc biệt là ra mắt một hệ thống truyền hình trả tiền sẽ truyền phát các kênh được mã hóa.
Đến cuối tháng 4 năm 1993, Pearson đã tiếp cận các chủ sở hữu của Star TV và dự kiến sẽ trả tới 100 triệu Bảng Anh. Pearson (sở hữu cổ phần nhỏ trong các đài truyền hình Anh  BSkyB và Yorkshire-Tyne Tees Television lúc đó và vừa mua lại Thames Television) đã tìm cách mở rộng kinh doanh truyền thông ra bên ngoài Vương quốc Anh, đặc biệt là vì luật pháp của Anh lúc đó không cho phép Pearson để mở rộng hơn về kinh doanh truyền hình Vương quốc Anh. Pearson đã ngỏ ý sở hữu 66% công ty, nhưng phía Hồng Kông yêu cầu phải được duy trì lượng cổ đông tích cực, khiến thỏa thuận bị từ chối..
Các cuộc đàm phán ban đầu với  Rupert Murdoch đã được báo cáo là đã thành lập sau khi doanh nhân Úc yêu cầu cổ phần kiểm soát trong công ty ở Hồng Kông. Nhưng vào tháng 7 năm 1993, News Corporation của Murdoch đã mua được 63,6% của Star TV với giá 525 triệu đô la Mỹ, một nửa bằng tiền mặt, một nửa bằng cổ phiếu phổ thông của News Corporation, chặn các đề nghị từ Pearson. Thỏa thuận được đưa ra sau khi News Corporation không mua được 22% TVB vì các vấn đề quy định. News Corporation đã mua 36,4% còn lại với giá 299 triệu đô la Mỹ vào tháng 7 năm 1995. Gia đình Li và Hutchison Whampoa sẽ giữ cổ phần của mình trong Hutchvision Hồng Kông Limited, công ty quản lý các kênh của Star TV. Với số tiền kiếm được từ việc bán năm 1993, Richard Li tiếp tục thành lập công ty của riêng mình, Pacific Century Group.
Vào tháng 8 năm 1993, sau khi News Corporation tiếp quản, Julian Mount đã từ chức Giám đốc điều hành của công ty. Sam Chisholm, người đứng đầu BSkyB vào thời điểm đó, đã trở thành quyền Giám đốc điều hành trước khi ông được bổ nhiệm chính thức.
With the controversial removal of BBC World Service Television from the company's satellite television offerings for Northeast Asia in 1994 (discussed below), Star TV replaced the BBC channel with Chinese language film channel Star Chinese Movies, effectively splitting the original incarnation of Star Movies, which would focus on Western world films from then on.
Với việc loại bỏ gây tranh cãi của BBC World Service Television khỏi các dịch vụ truyền hình vệ tinh của công ty cho khu vực Đông Bắc Á năm 1994, Star TV đã thay thế kênh BBC bằng kênh phim tiếng Trung Star Chinese Movies, một nhánh được tách ra từ kênh Star Movies, mà từ đó sẽ tập trung vào các bộ phim phương Tây.
Star TV và MTV đã chấm dứt hợp tác cung cấp chương trình âm nhạc, vì vậy Star TV đã ra mắt Channel V để thay thế cho thương hiệu Mỹ MTV. Phiên bản Ấn Độ được ra mắt vào tháng 5 năm 1994, và tiếp theo đến tháng 12 năm 1996 là ba phiên bản bổ sung: Channel V Quốc tế, Channel V Thái Lan và một phiên bản khác bằng tiếng Trung Quốc.
Vào ngày 30 tháng 3 năm 1996 lúc 7 giờ tối theo giờ Hồng Kông, Star TV đã chia tách Star Plus và Star Chinese Channel theo một số khu vực nhất định:
- Star Plus sẽ tiếp tục phục vụ khán giả tại Nam Á và Trung Đông, trong khi khán giả tại Đông Á và Đông Nam Á sẽ nhận được kênh mới ra mắt là Star World.
- Star Chinese Channel sẽ tiếp tục phục vụ khán giả tại Đài Loan, tuy nhiên khán giả tại Hồng Kông và Trung Quốc Đại Lục sẽ nhận được kênh mới thay thế là Phoenix Chinese Channel.

Ngày 6 tháng 5 năm 1996, Star TV đã ra mắt Viva Cinema, kênh phim Philippineshợp tác với Viva Entertainment. STAR sau đó đã rời khỏi mối quan hệ đối tác và không gia hạn hợp đồng của họ, và kênh này đã được ra mắt lại với tên Pinoy Box Office vào ngày 1 tháng 8 năm 2003.
Tháng 10 năm 1996, Star Sports (được đổi tên từ Prime Sports) và ESPN Châu Á đã đồng ý kết hợp các hoạt động thua lỗ của họ ở Châu Á. Liên doanh mới, sau này có tên là ESPN Star Sports, có trụ sở tại Singapore (nơi hoạt động của ESPN ở châu Á trước đó).
Năm 1997, Star TV khởi động gói kênh Star Select hướng đến khu vực Trung Đông.
Ngày 18 Tháng Hai năm 1998, Star TV ra mắt kênh Star News, một kênh tin tức tại Ấn Độ, hợp tác với NDTV. Kênh sau đó đã chuyển sang đối tác ABP Group vào năm 2003, trước khi trước khi Star Ấn Độ từ bỏ và bán cổ phần của họ vào năm 2012.
Tháng Năm năm 1999, Star TV hợp nhất dịch vụ từ vệ tinh AsiaSat 1 và 2 vào AsiaSat 3S.
Sau đó, Zee TV đã dừng hợp tác với Star TV. Công ty có trụ sở tại Hồng Kông đã chuyển đổi Star Plus thành một kênh giải trí tiếng Hindi, và giới thiệu kênh Star World trong khu vực thành một kênh giải trí tiếng Anh.
In February 2001, The company rebranded from Star TV to Star, reflecting the company's evolution from a television brand to a multi-service, multi-platform brand. In Chinese, the company referred itself as Xīngkōng Chuánméi (tiếng Trung: 星空傳媒; nghĩa đen 'Star Media') instead of Wèixīng Diànshì from then on. It introduced a new set of logos. The logo scheme of the Star network (the name of the channel next to the Star logo icon, contained within a rectangle with two opposite corners rounded) that had been used throughout 2007.
Tháng 2 năm 2001, công ty đã đổi thương hiệu từ Star TV thành Star, phản ánh sự phát triển của công ty từ một thương hiệu truyền hình thành một thương hiệu đa nền tảng, đa dịch vụ. Trong tiếng Trung, công ty có tên gọi là Xīngkōng Chuánméi (tiếng Trung: 星空傳媒; nghĩa là: "Star Media") thay vì Wèixīng Diànshì từ đó trở đi. Công ty đã giới thiệu một bộ logo mới. Logo chủ đề của các kênh Star (tên của kênh bên cạnh biểu tượng ngôi sao, nằm trong trong một hình chữ nhật có hai góc đối diện được làm tròn) đã được sử dụng trong suốt năm 2007.

### Tái cấu trúc năm 2009, tập trung vào Đông và Đông Nam Á và bán cho Disney
Ngày 19 tháng 8 năm 2009, News Corporation đã công bố tái cấu trúc Star. Star Ấn Độ và Star Greater China sẽ được tách ra khỏi trụ sở của Star ở Hồng Kông và người đứng đầu hai công ty cũ sẽ báo cáo trực tiếp với James Murdoch, Chủ tịch và Giám đốc điều hành của News Corporation tại Châu Âu và Châu Á.
- Star Ấn Độ tiếp quản tất cả các hoạt động của Star tại Ấn Độ, cũng như bán và phân phối các kênh mang nhãn hiệu Fox trong khu vực. Nó cũng tiếp quản các văn phòng phân phối của Star ở Trung Đông, Vương quốc Anh và Hoa Kỳ.
- Star Greater China quản lý Star Chinese Channel, Star Chinese Movies, Star Chinese Movies 2, Xing Kong và Channel V Trung Quốc Đại Lục và Thư viện phim Fortune Star.
- Công ty Star TV ban đầu đã trở thành Fox International Channel Châu Á Thái Bình Dương (FIC), và sẽ tập trung vào khu vực Đông và Đông Nam Á. Công ty cũng đã tiếp quản đại diện của các kênh FIC từ NGC Network Asia LLC (đã được phân phối bởi Star trước đó). Công ty sẽ tiếp tục phân phối các kênh của mình ở Trung Đông và chịu trách nhiệm phân phối các kênh Star Ấn Độ và Star Greater China ở châu Á bên ngoài thị trường nội địa.

Mặc dù được tại cấu trúc vào năm 2009, công ty đã không thay đổi ngay tên hợp pháp của mình từ Satellite Television Asian Region Limited cho đến ngày 2 Tháng Chín năm 2014.
Tháng 8 năm 2010, News Corporation đã bán cổ phần kiểm soát tài sản của mình ở Trung Quốc đại lục cho China Media Capital (CMC). Xing Kong (cả phiên bản nội địa và quốc tế) và Channel V Trung Quốc đại lục, cộng với thư viện phim Fortune Star đã được bán, và một liên doanh có tên Star China Media đã được thành lập trong quá trình này. CMC đã mua lại cổ phần còn lại của Star China Media vào tháng 1 năm 2014.
Tháng 6 năm 2012, News Corporation tuyên bố sẽ mua cổ phần của ESPN International trong liên doanh ESPN Star Sports. Các phiên bản của ESPN được phát sóng tại Hồng Kông, Đài Loan và Đông Nam Á đã được đổi tên thành Fox Sports kể từ ngày 28 tháng 1 năm 2013, và Star Sports trở thành Fox Sports 2 vào ngày 15 Tháng Tám năm 2014. Việc đổi thương hiệu thành Fox Sports không ảnh hưởng đến Ấn Độ và Đông Á: Tại Ấn Độ, Star Ấn Độ đã tiếp quản công ty con của ESPN Star Sports tại Ấn Độ và giữ thương hiệu ESPN cho đến ngày 6 Tháng Mười Một năm 2013, khi tất cả kênh thể thao của Star Ấn Độ đều được ra mắt lại dưới thương hiệu Star Sports; một phiên bản của Star Sports được phát sóng tại Trung Quốc đại lục và Hàn Quốc vẫn được giữ nguyên, tuy nhiên, phiên bản ESPN dành cho Trung Quốc đại lục đã được đổi tên thành Star Sports 2 vào ngày 1 Tháng Một năm 2014.
Trước những vụ bê bối của News Corporation năm 2011, News Corporation ban đầu đã được tách thành 21st Century Fox và News Corp mới vào ngày 28 Tháng Sáu năm 2013, các doanh nghiệp truyền hình (mà FIC Châu Á là một phần) sẽ nhập vào 21st Century Fox.
Vào tháng 10 năm 2013, 12,15% cổ phần trong Phoenix Television do 21st Century Fox (thông qua Star) nắm giữ đã được bán cho TPG Capital với giá 1,66 tỷ đô la Hồng Kông (khoảng 213,73 triệu đô la Mỹ). Việc bán Star China Media năm 2014 này đã đánh dấu sự ra đi của 21st Century Fox khỏi thị trường truyền hình giải trí tiếng Hoa ở Trung Quốc đại lục.
Năm 2014, Fox International Channels Middle East đã tiếp quản việc phân phối Star World, Star Film, các kênh mang nhãn hiệu National Geographic, các kênh mang nhãn hiệu Fox, Channel V Quốc tế, Baby TV và Sky News ở Trung Đông và Bắc Phi từ Star Select. (Hiện được đổi tên thành Fox Networks Group Middle East, vẫn là một phần của FNG Châu Á)
Tháng 1 năm 2016, đơn vị mẹ của công ty, Fox International Channels, đã được thông báo rằng sẽ được chia thành ba bộ phận, trong đó những người đứng đầu của các bộ phận mới được đổi tên là Fox Networks Group Europe, Fox Networks Group Latin America và Fox Networks Group Asia đều báo cáo với CEO Peter Rice và COO Randy Freer tại Fox Networks Group ở Hoa Kỳ, từ đó bãi bỏ Fox International Channel như một đơn vị riêng biệt từ doanh nghiệp truyền hình của 21st Century Fox tại Hoa Kỳ. Theo đó, công ty đã đổi tên hợp pháp thành Fox Networks Group Asia Pacific Limited (tiếng Trung: 福斯傳媒有限公司; nghĩa đen: "Fox Media Limited") vào ngày 29 tháng 2 năm 2016.
Vào ngày 5 tháng 12 năm 2017, Chủ tịch và Giám đốc điều hành của Star Ấn Độ, Uday Shankar đã được bổ nhiệm làm chủ tịch của 21st Century Fox tại châu Á và Chủ tịch của Fox Networks Group Asia sẽ báo cáo trực tiếp với Shankar (thay vì tương đương tại FNG U.S.).
Với việc mua lại tài sản giải trí của 21st Century Fox bởi Công ty Walt Disney, FNG Châu Á Thái Bình Dương (bao gồm cả FNG Đài Loan và các doanh nghiệp còn lại của FNG tại Trung Quốc đại lục), cũng như Star Ấn Độ, đã trở thành một phần của Disney và FNG Châu Á Thái Bình Dương được hợp nhất vào đơn vị của Disney's Direct-to-Consumer and International.

## Danh sách các kênh được phân phối
- Fox – kênh giải trí cho khu vực Đông Nam Á.
- Fox Life – bao gồm các chương trình giải trí, phim truyền hình, sitcom. Kênh hiện được phát sóng tại Singapore, Hồng Kông, Thái Lan, Việt Nam, Philippines, Nhật Bản, Đài Loan, Hàn Quốc, Ấn Độ, Indonesia và Malaysia.
- Fox Family Movies – kênh phim điện ảnh gia đình cho khu vực Đông Nam Á.
- Fox Movies – Kênh phim điện ảnh bằng tiếng Anh được phát sóng tại Macau, Malaysia, Mông Cổ, Singapore, Philippines, Papua New Guinea, Palau, Đài Loan, Thái Lan, Micronesia, Myanmar, Maldives, Cambodia, Brunei, Fiji, Guam, Lào và Việt Nam.
- Fox Action Movies – kênh phim điện ảnh hành động cho khu vực Đông Nam Á.
- Fox Filipino  – kênh giải trí tổng hợp Tiếng Filipino tại Philippines.
- tvN – kênh giải trí Hàn Quốc của CJ E&M, được phát sóng tại Hồng Kông, Macau, Đài Loan, Sri Lanka và Đông Nam Á.
- Xing Kong –  kênh giải trí tổng hợp tiếng Quan Thoại được phát sóng tại Trung Quốc, Singapore, Malaysia, Philippines, Trung Đông, Ấn Độ, Vietnam và Indonesia.
- Star Chinese Channel – kênh giải trí tổng hợp tiếng Quan Thoại dành cho khán giả tại Đài Loan. Đây là một trong những kênh đầu tiên của Star TV khi được thành lập vào ngày 21 Tháng Mười năm 1991. Kênh được phát sóng tại Đài Loan (Phiên bản chính) và phiên bản quốc tế (Hồng Kông, Thái Lan, Myanmar, Cambodia, Philippines, Indonesia, Singapore, Malaysia, New Zealand, Trung Đông, Mỹ và Canada).
- Star Chinese Movies – kênh phim điện ảnh tiếng Quảng Đông và tiếng Quan Thoại. Phiên bản chính của kênh được phát sóng tại Đài Loan và Hồng Kông và phiên bản quốc tế được phát sóng tại Myanmar, Thái Lan, Vietnam, Philippines, Cambodia, Philippines, Indonesia, Singapore, Malaysia, Australia, New Zealand, Trung Đông, Mỹ và Canada.
- Star Chinese Movies Legend – (trước đây là STAR Chinese Movies 2) kênh phim điện ảnh tiếng Quảng Đông và tiếng Quan Thoại bao gồm các phim Trung Quốc cũ nổi tiếng từ năm 1970-1993. Kênh được phát sóng tại Singapore, Hồng Kông, Thái Lan, Macau, Indonesia, Trung Đông và Malaysia.
- Star Entertainment Channel - kênh giải trí dành cho khán giả tại Đài Loan.
- Phoenix Chinese Channel – kênh tin tức và giải trí tiếng Quan Thoại được phát sóng tại khu vực Châu Á Thái Bình Dương và Trung Đông.
- Phoenix InfoNews Channel – kênh tin tức quốc tế bằng tiếng Quan Thoại được phát sóng toàn cầu.
- Phoenix Movies Channel – kênh phim truyện tiếng Quan Thoại
- Phoenix Hong Kong Channel – kênh tin tức và giải trí tiếng Quảng Đông dành cho khán giả tại Hồng Kông. Kênh được phát sóng tại Hồng Kông, Châu Á Thái Bình Dương (ngoại trừ Đông Nam Á), Trung Đông, Australia, và Mỹ.
- Star Sports – kênh thể thao tổng hợp. Trước đây là Prime Sports.
- ANTV – kênh truyền hình mặt đất miễn phí tại Indonesia.
- Viva Cinema – kênh phim truyện tiếng Filipino.
- BBC World Service Television (hiện tại là BBC World News) – kênh tin tức 24 giờ được ra mắt lần đầu vào ngày 15 Tháng Mười Một năm 1991. Hợp tác giữa BBC và Star TV. Kênh dừng phát sóng vào ngày 30 Tháng Tư năm 1994 và được thay thế bởi Star Movies (hiện tại là Fox Movies) và Star Chinese Movies vào ngày 1 Tháng Năm năm 1994.
- Star News (hiện tại là ABP News) –  kênh tin tức bằng tiếng Anh và tiếng Quan Thoại.
- MTV Asia – kênh âm nhạc lần đầu ra mắt vào ngày 15 Tháng Chín năm 1991 (liên doanh giữa MTV Networks Asia Pacific (sở hữu bởi Viacom) và Star TV). Ngày 30 Tháng Tư năm 1994 kênh dừng phát sóng và được thay thế bằng Channel V.
- Prime Sports – kênh thể thao tiếng Anh và tiếng Quan Thoại, một trong những kênh Star TV ban đầu khi ra mắt vào ngày 21 tháng 8 năm 1991 (liên doanh giữa Prime Network và Star TV) nhưng đã kết thúc hợp tác vào ngày 20 tháng 8 năm 1993 để phát sóng riêng biệt và nó đã được thay thế bởi Star Sports vào ngày 21 tháng 8 năm 1993.
- Film Indonesia – kênh phim truyện Indonesia.
- Star Channel – kênh phim truyện Nhật Bản.
- Star Plus – kênh giải trí Ấn Độ.
- Star Plus Japan – kênh giải trí Nhật Bản.
- TechTV – kênh tin tức công nghệ. Đã từng được phát sóng tại Trung Đông thông qua Star Select.
- EL TV – kênh giải trí tiếng Hindi. EL TV đã kết thúc hợp tác với Star TV năm 1999.
- Zee TV – kênh giải trí tiếng Hindi. Zee Network đã kết thúc hợp tác với Star TV năm 1999.
- Zee Cinema – kênh phim tiếng Hindi. Zee Network đã kết thúc hợp tác với Star TV năm 1999.
- CNBC Asia –  kênh tin tức kinh doanh được ra mắt vào năm 1996.
- CNBC Europe – kênh tin tức kinh doanh (châu Âu). Đã dừng phát sóng vào ngày 31 Tháng Ba năm 2007.
- The History Channel – kênh lịch sử tại Ấn Độ. Kênh đã được ra mắt lại với tên Fox History and Entertainment và o Tháng Mười Một năm 2008.
- Jetix – kênh trẻ em. Đã từng phát sóng trên Star Select tại Middle East. Kênh đã chấm dứt vào ngày 30 Tháng Mười Một năm 2008.
- Fox Sports – kênh thể thao được phát sóng tại Hồng Kông, Indonesia, Malaysia, Brunei, Philippines, Singapore, Vietnam, Đài Loan.
- Channel V Korea – kênh âm nhạc dành cho khán giả tại Hàn Quốc được ra mắt ngày 16 Tháng Sáu năm 2001. Kênh đã dừng phát sóng vào ngày 31 Tháng Mười Hai năm 2008.
- Fox News Channel – kênh tin tức quốc tế của Mỹ được ra mắt vào ngày 7 Tháng Mười năm 1996.
- BabyTV – kênh dành cho trẻ em được phát sóng toàn cầu.
- Sky News – Kênh tin tức Vương quốc Anh được phát sóng tại Châu Âu, Châu Á Thái Bình Dương.
- ITV Granada – kênh giải trí Vương quốc Anh. Đã dừng phát sóng tại châu Á từ 2019 (dưới tên mới là ITV Choice).
- Star Movies – kênh phim điện ảnh tiếng Anh được phát sóng tại Ấn Độ, Trung Quốc, Trung Đông.
- ESPN Star Sports – kênh thể thao hợp tác với ESPN International (đã dừng phát sóng).
- ESPNews Asia – kênh tin tức thể thao (đã dừng phát sóng).
- National Geographic  – kênh phim tài liệu thiên nhiên, khoa học, và lịch sử.
- Nat Geo People – tên cũ là A1 và Nat Geo Adventure.
- Nat Geo Wild – kênh thiên nhiên hoang được phát sóng tại Singapore, Hồng Kông, Trung Đông, Đài Loan, Thái Lan, Indonesia, Ấn Độ, Sri Lanka, Việt Nam.
- Fox Crime –  kênh giải trí thực tế và hư cấu về chủ đề hình sự và điều tra. Kênh được phát sóng tại Singapore, Hồng Kông, Philippines, Indonesia, Thái Lan, Nhật Bản, Đài Loan, Ấn Độ, Sri Lanka, Malaysia, Trung Đông và Hàn Quốc.
- FX – kênh phim truyền hình Mỹ được phát sóng tại Việt Nam, Singapore, Hồng Kông, Thái Lan, Việt Nam, Philippines, Nhật Bản, Đài Loan, Hàn Quốc, Ấn Độ, Indonesia và Malaysia.
- Channel [V] – kênh âm nhạc. Ngoài phiên bản quốc tế được phát sóng tại Đông Nam Á, kênh còn có các phiên bản địa phương được phát sóng tại Ấn Độ, Trung Quốc, Đài Loan, Philippines, Thái Lan và Australia.
- Asianet – kênh giải trí Ấn Độ.
- Asianet Plus – kênh phim Ấn Độ.
- Asianet Movies – kênh phim Ấn Độ.
- Star World – kênh giải trí tiếng Anh dành cho Đông Nam Á. (đã đổi tên thành Fox Life)
- Star Vijay – kênh giải trí Ấn Độ.
- Star Gold – kênh phim Ấn Độ.
- Star Maa – kênh giải trí Ấn Độ.
- Star TV360 Viettel – kênh giải trí Việt Nam.
- Star Utsav – kênh giải trí Ấn Độ.
- Star Suvarna – kênh giải trí Ấn Độ.
- Star Jalsha – kênh giải trí Ấn Độ.
- Star Pravah – kênh giải trí Ấn Độ.
- Movies OK – kênh phim Ấn Độ.
- Star Maa Music – kênh âm nhạc Ấn Độ.
- Star World Premiere – kênh giải trí Ấn Độ chuyên phát sóng các chương trình truyền hình từ Mỹ.
- Star Suvarna Plus – kênh phim Ấn Độ.
- Star Jalsha Movies – kênh giải trí Ấn Độ.

## Chỉ trích và tranh cãi

### Gỡ bỏ BBC WSTV khỏi đội hình kênh
BBC và Star TV ban đầu đã ký một thỏa thuận phát sóng kênh BBC trong 10 năm. Tuy nhiên vào Tháng Ba năm 1994, BBC và Star TV đã đạt được thỏa thuận dần loại bỏ BBC World Service Television khỏi dịch vụ truyền hình vệ tinh. BBC WSTV sẽ dừng phát sóng tại Đông Bắc Á vào giữa Tháng Tư năm đó, nhưng vẫn sẽ có mặt ở phần còn lại của châu Á cho đến ngày 31 tháng 3 năm 1996. Thỏa thuận được đưa ra sau những yêu cầu từ chính phủ Cộng hòa Nhân dân Trung Hoa.
Những cáo buộc cho rằng chính phủ Trung Quốc không hài lòng với sự xuất hiện của BBC tại quốc gia này, và bài phát biểu tháng 9 năm 1993 của Murdoch đã tuyên bố "(vô tuyến viễn thông) đã chứng minh một mối đe dọa rõ ràng đối với các chế độ toàn trị ở khắp mọi nơi... truyền hình vệ tinh sẽ cho phép những cư dân đói thông tin của nhiều xã hội khép kín vượt qua các kênh truyền hình do nhà nước kiểm soát". Vì vậy, chính quyền Bắc Kinh đe dọa sẽ cấm Star TV tại thị trường Trung Quốc đại lục rộng lớn nếu BBC không rút khỏi. Cựu thủ tướng Lý Bằng đã yêu cầu và thông qua lệnh cấm các ăng-ten vệ tinh trên cả nước.
Cũng có một báo cáo lo ngại xung quanh việc kiểm soát biên tập của BBC WSTV sau khi News Corporation mua lại Star TV.
Việc gỡ bỏ kênh BBC và nhiều tuyên bố tiếp theo từ Murdoch đã khiến các nhà phê bình tin rằng doanh nhân này đang cố gắng xoa dịu chính phủ Trung Quốc để dỡ bỏ lệnh cấm. Fairness and Accuracy in Reporting (FAIR) đã trao cho Rupert Murdoch một giải thưởng giả với tiêu đề "Giải thưởng P.U.-litzer" cho "Truyền thông ngụy biện của năm" vào năm 1994.
Năm 2001, BBC và CITVC đã ký một thỏa thuận để đưa BBC World đến "các khách sạn cao cấp, cũng như nhà khách và căn hộ cho người nước ngoài" ở Trung Quốc đại lục.